# Ingolf Wiegert
Ingolf Wiegert, nemški rokometaš, * 3. november 1957, Magdeburg.
Leta 1980 je na poletnih olimpijskih igrah v Moskvi v sestavi vzhodnonemške rokometne reprezentance osvojil zlato olimpijsko medaljo.